# Caridea
I gamberetti (Caridea Dana, 1852) sono un infraordine di crostacei decapodi. Sono diffusi sia in acqua dolce che in acqua salata.

## Distribuzione
I gamberetti si possono trovare in un'ampia gamma di habitat, ma la maggior parte delle specie è tipica delle acque marine. Solo un quarto delle specie scoperte vive in acqua dolce, e di quel quarto quasi tutte appartengono alla famiglia Atyidae e alla sottofamiglia Palaemoninae della famiglia Palaemonidae. Tra esse ci sono anche specie di importanza commerciale, come Macrobrachium rosenbergii, diffuso in tutti i continenti eccetto l'Antartide.
Le specie marine sono diffuse in tutti gli oceani, dalle zone tropicali a quelle artiche, fino a 5 000 m di profondità.

## Descrizione
Oltre alla varia gamma di habitat, i gamberetti variano molto anche come aspetto; spesso però hanno un carapace che protegge il cefalotorace e circonda le branchie. Anche le dimensioni sono variabili.

## Biologia

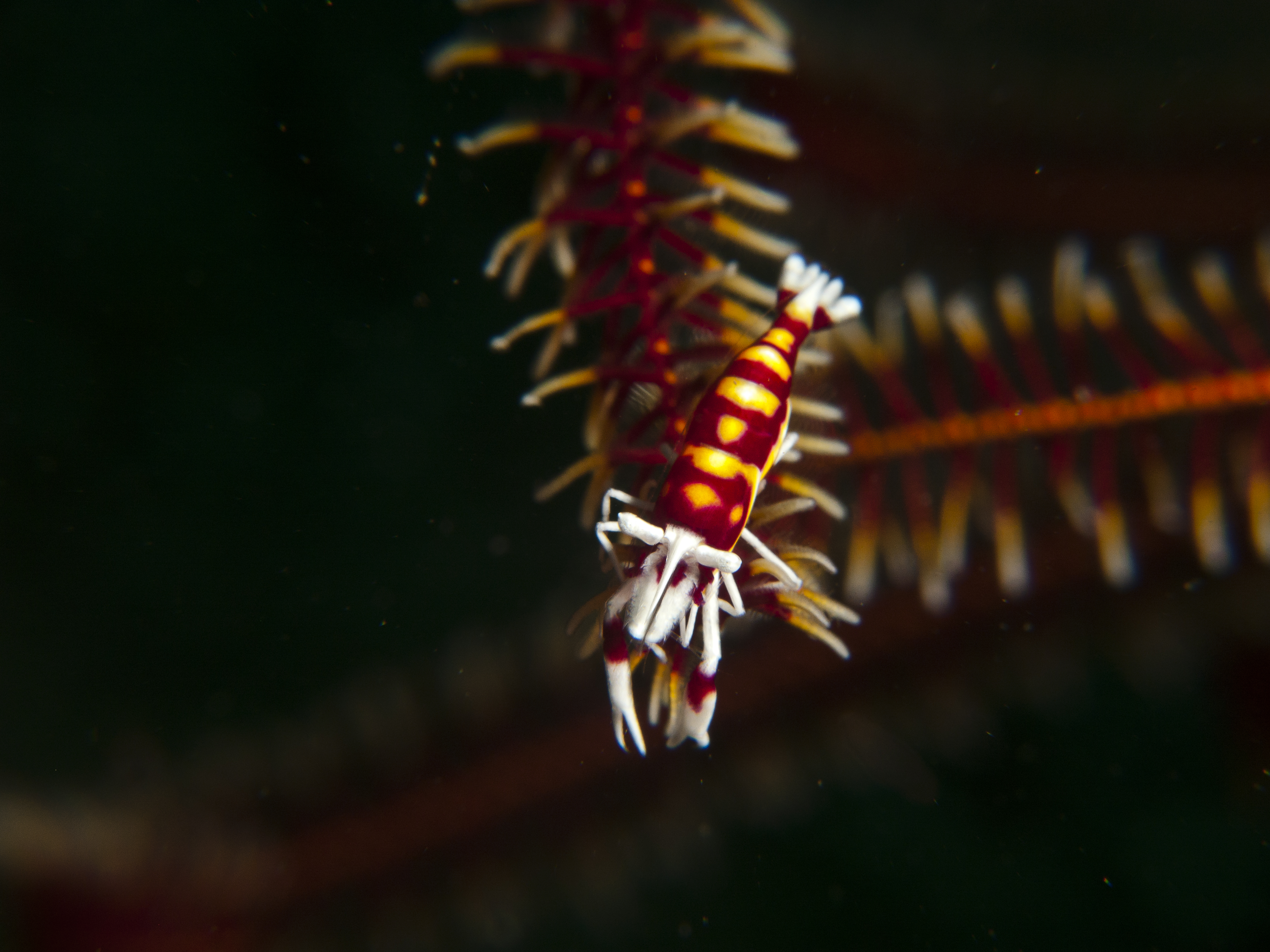
Laomenes cornutus, tipico gamberetto pulitore, sulle braccia di un crinoide.

### Alimentazione
La maggior parte dei gamberetti è onnivora, ma alcune specie sono specializzate per una particolare dieta: alcune si nutrono filtrando l'acqua, altre raschiano via le alghe dagli scogli. Molti dei "gamberetti pulitori", che si nutrono dei parassiti esterni di altri animali, appartengono all'infraordine Caridea. Alcune specie del genere Alpheus utilizzano il suono prodotto dalle loro chele per stordire le prede.

### Parassiti
Presentano crostacei parassiti come gli isopodi appartenenti alla famiglia Bopyridae.

## Tassonomia
In questo infraordine sono riconosciute 14 superfamiglie:
- Alpheoidea Rafinesque, 1815
  - famiglia Alpheidae Rafinesque, 1815
  - famiglia Barbouriidae Christoffersen, 1987
  - famiglia Hippolytidae Spence Bate, 1888
  - famiglia Ogyrididae Holthuis, 1955
- Atyoidea De Haan, 1849 [in De Haan, 1833-1850]
  - famiglia Atyidae De Haan, 1849 [in De Haan, 1833-1850]
- Bresilioidea Calman, 1896
  - famiglia Agostocarididae C.W.J. Hart & Manning, 1986
  - famiglia Alvinocarididae Christoffersen, 1986
  - famiglia Bresiliidae Calman, 1896
  - famiglia Disciadidae Rathbun, 1902
  - famiglia Pseudochelidae De Grave & Moosa, 2004
- Campylonotoidea Sollaud, 1913
  - famiglia Bathypalaemonellidae de Saint Laurent, 1985
  - famiglia Campylonotidae Sollaud, 1913
- Crangonoidea Haworth, 1825
  - famiglia Crangonidae Haworth, 1825
  - famiglia Glyphocrangonidae Smith, 1884
- Nematocarcinoidea Smith, 1884
  - famiglia Eugonatonotidae Chace, 1937
  - famiglia Nematocarcinidae Smith, 1884
  - famiglia Rhynchocinetidae Ortmann, 1890
  - famiglia Xiphocarididae Ortmann, 1895
- Oplophoroidea Dana, 1852
  - famiglia Acanthephyridae Spence Bate, 1888
  - famiglia Oplophoridae Dana, 1852
- Palaemonoidea Rafinesque, 1815
  - famiglia Anchistioididae Borradaile, 1915
  - famiglia Desmocarididae Borradaile, 1915
  - famiglia Euryrhynchidae Holthuis, 1950
  - famiglia Gnathophyllidae Dana, 1852
  - famiglia Hymenoceridae Ortmann, 1890
  - famiglia Palaemonidae Rafinesque, 1815
  - famiglia Typhlocarididae Annandale & Kemp, 1913
- Pandaloidea Haworth, 1825
  - famiglia Pandalidae Haworth, 1825
  - famiglia Thalassocarididae Spence Bate, 1888
- Pasiphaeoidea Dana, 1852
  - famiglia Pasiphaeidae Dana, 1852
- Physetocaridoidea Chace, 1940
  - famiglia Physetocarididae Chace, 1940
- Processoidea Ortmann, 1896
  - famiglia Processidae Ortmann, 1896
- Psalidopodoidea Wood-Mason [in Wood-Mason & Alcock, 1892
  - famiglia Psalidopodidae Wood-Mason [in Wood-Mason & Alcock, 1892
- Stylodactyloidea Spence Bate, 1888
  - famiglia Stylodactylidae Spence Bate, 1888

### Fossili
I fossili di Caridea sono rari: sono note solo 57 specie esclusivamente fossili. I più antichi non possono essere assegnati a nessuna famiglia, ma sono datati al basso Giurassico e al Cretaceo. Un certo numero di generi estinti non può essere classificato in nessuna superfamiglia:
- Acanthinopus Pinna, 1974
- Alcmonacaris Polz, 2009
- Bannikovia Garassino & Teruzzi, 1996
- Blaculla Münster, 1839
- Buergerocaris Schweigert & Garassino, 2004
- Gampsurus von der Marck, 1863
- Hefriga Münster, 1839
- Leiothorax Pinna, 1974
- Parvocaris Bravi & Garassino, 1998
- Pinnacaris Garassino & Teruzzi, 1993

## Pesca

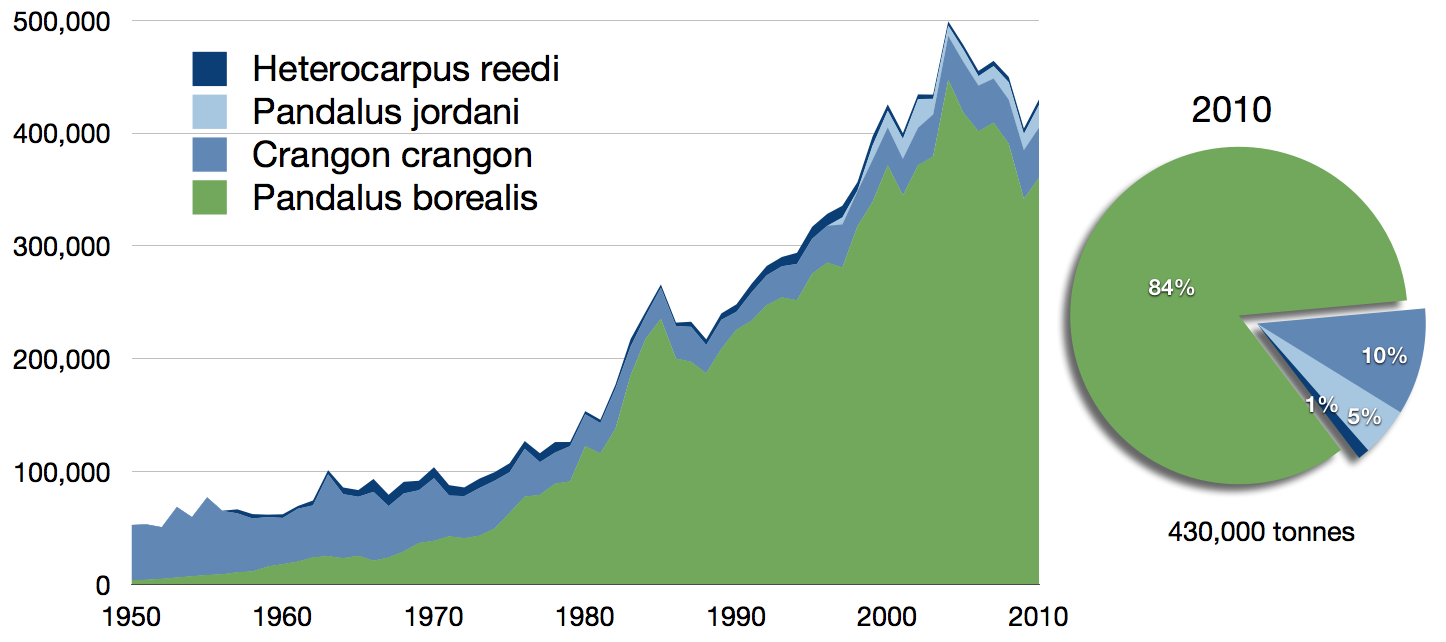
Cattura dei gamberetti, 1950-2010

Le specie di maggior importanza commerciale sono probabilmente Pandalus borealis e Crangon crangon. Oggi la quantità di P. borealis catturati è circa dieci volte quella di C. crangon; nel 1950 la situazione era opposta.